# Caçadors bascos
Els caçadors bascos (basc: euskal ehiztariak; castellà: cazadores vascos; francès: chasseurs basques) són les unitats d'infanteria lleugera (d'hostigadors) formades per diferents exèrcits armats.

## França
Les unitats de caçadors bascos francesos van ser creades durant la Revolució francesa per a defensar la frontera dels Baixos Pirineus. Els patriotes espontàniament havien pres les armes, i van ser autoritzats a crear quatre companyies franques, constituint el cos dels Caçadors Bascos (novembre de 1792) per als representants del poble. El 7 de maig de 1793, hi havia deu companyies, organitzades després en quatre batallons (1r a 4t batalló de caçadors bascos). Dos d'aquests batallons van ser comandats pels futurs generals Matenot, conegut com la Victoire, i Harispe. Aquestes companyies van defensar els voltants de Saint-Jean-Pied-de-Port des del començament del 1793. Van ser col·locades sota el comandament del capità Moncey.
Durant la Primera Coalició, els caçadors bascos s'imposen de l'1 al 6 de juny de 1793 a la defensa de Château Pignon, per davant de Saint-Jean-Pied-de-Port, a 1 contra 8. Van aconseguir algunes victòries més endavant, i el seu ardor pel combat va aconseguir impedir els espanyols progressar en profunditat.
El juny de 1794, tres dels batallons bascos van formar la cinquena semi-brigada d'infanteria lleugera, sota les ordres de Moncey, el cap del batalló. L'octubre de 1794, el batalló de caçadors bascos d'Harispe, va formar amb els granaders de la 5a semi-brigada la colonne infernale, la qual es va apoderar dels colls per sobre de Saint-Jean-Pied-de-Port.
El 1795, es va signar la pau amb Espanya, i els caçadors bascos van quedar acantonats sobre la frontera. El setembre de 1798, són reduïts a un batalló. El 1800, són desplaçats cap a Liborna, i un segon batalló és reformat. Ambdós batallons van fer la campanya de 1800 a l'exèrcit de reserva de segona línia, l'armada de Grisones, i després van ser dissolts el 21 d'abril de 1801 a Berna. El 1806 es va formar el quart regiment d'infanteria lleugera, participant en la victòria de Jena. El 1808, tres-cents d'ells van formar la guàrdia d'honor de Joachim Murat a Espanya. El batalló es va integrar a la Grande Armée per a la campanya de Rússia el 1812.

## Uruguai
A l'Uruguai, un regiment (o batalló) de caçadors bascos (cazadores vascos) va ser creat durant la Guerra Gran pel Partit Colorado, el 8 d'abril de 1845 a Montevideo. El coronel va ser Juan Bautista Brie de Laustan, amb uniforme blau i ratlles vermelles, i un capell basc vermell.
Aquesta unitat, a més del seu propi estat major, la seva logística, la seva música i la seva artilleria, comprenia companyies de granaders, de volatiners, i set companyies d'infanteria, per a un total de 650 homes. Un altre regiment de caçadors bascos va ser format pel Partit Nacional, reclutant alguns veterans de les guerres carlines.